# Kirriluoto (ö i Norra Karelen)
Kirriluoto är en ö i Finland. Den ligger i sjön Rikkavesi och i kommunen Outokumpu i den ekonomiska regionen  Joensuu ekonomiska region  och landskapet Norra Karelen, i den centrala delen av landet, 300 km nordost om huvudstaden Helsingfors. Öns area är 0,1 hektar och dess största längd är 50 meter i nord-sydlig riktning.